# Сошники
Со́шники — село в Полицькій сільській громаді Вараського району Рівненської області України. Населення становить 510 осіб.

## Історія
У 1906 році село Рафалівської волості Луцького повіту Волинської губернії. Відстань від повітового міста 90 верст, від волості 30. Дворів 20, мешканців 202
У 1943 році село стало осередком польської самооборони.  17 липня 1943 року, в ході боїв за Гуту Степанську і Вирку село було взяте українськими повстанцями і спалене. Після війни відбудоване українцями.

## Населення
За переписом населення 2001 року в селі мешкало 510 осіб.

### Мова
Розподіл населення за рідною мовою за даними перепису 2001 року:
| Мова       | Кількість | Відсоток |
| ---------- | --------- | -------- |
| українська | 504       | 98.82%   |
| російська  | 4         | 0.78%    |
| білоруська | 1         | 0.20%    |
| циганська  | 1         | 0.20%    |
| Усього     | 510       | 100%     |